# Beta (hrušeň)
Beta (Pyrus communis 'Beta') je ovocný strom, kultivar druhu hrušeň obecná z čeledi růžovitých. Plody jsou řazeny mezi odrůdy pozdních zimních hrušek, sklízí se v říjnu, dozrává v lednu, skladovatelné jsou do března.

## Historie

### Původ
Byla vyšlechtěna v ČR, registrována v roce 1995, původně bylo šlechtění zahájeno ve VŠÚO Holovousy později dokončeno ve šlechtitelské stanici v Těchobuzicích. Odrůda je křížencem odrůd 'Pařížanka' a 'Boscova lahvice'.

## Vlastnosti
Odrůda je cizosprašná. Vhodnými opylovači jsou odrůdy Konference, Erika, Bohemica, Dicolor.

### Růst
Růst odrůdy je středně bujný později slabý. Habitus koruny je rozložitý.

## Plodnost
Plodí středně časně, poměrně hojně a pravidelně.

## Plod
Plod je lahvicovitý, velký. Slupka je žlutozeleně zbarvená. Dužnina je nažloutlá šťavnatá, se sladce navinulou chutí, velmi dobrá.

## Choroby a škůdci
Odrůda je považována za středně odolnou proti strupovitosti a namrzání.

## Použití
Odrůdu lze použít do teplých poloh na stanoviště s dostatkem vláhy.